# Египетская экспедиционная армия

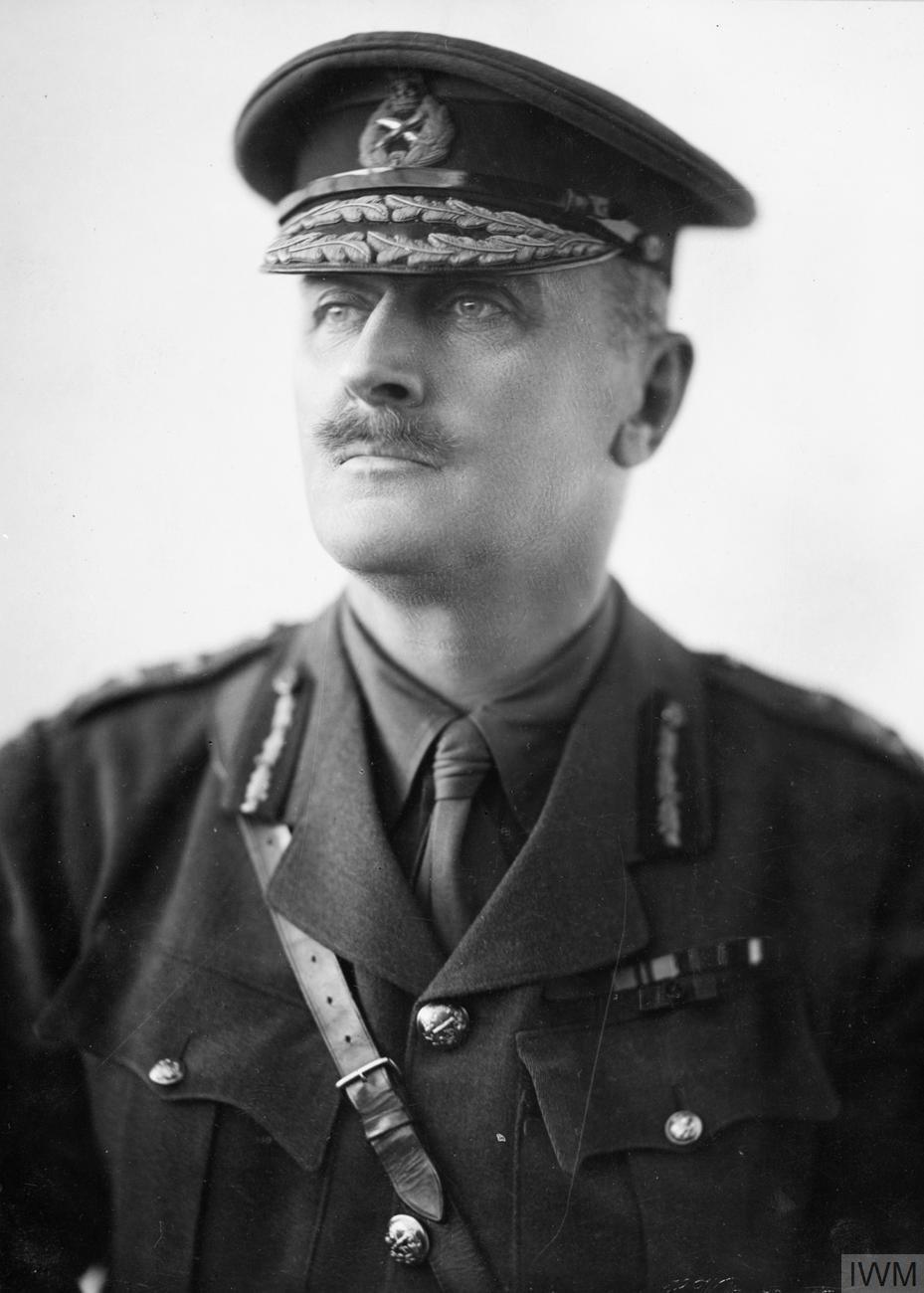
Алленби.

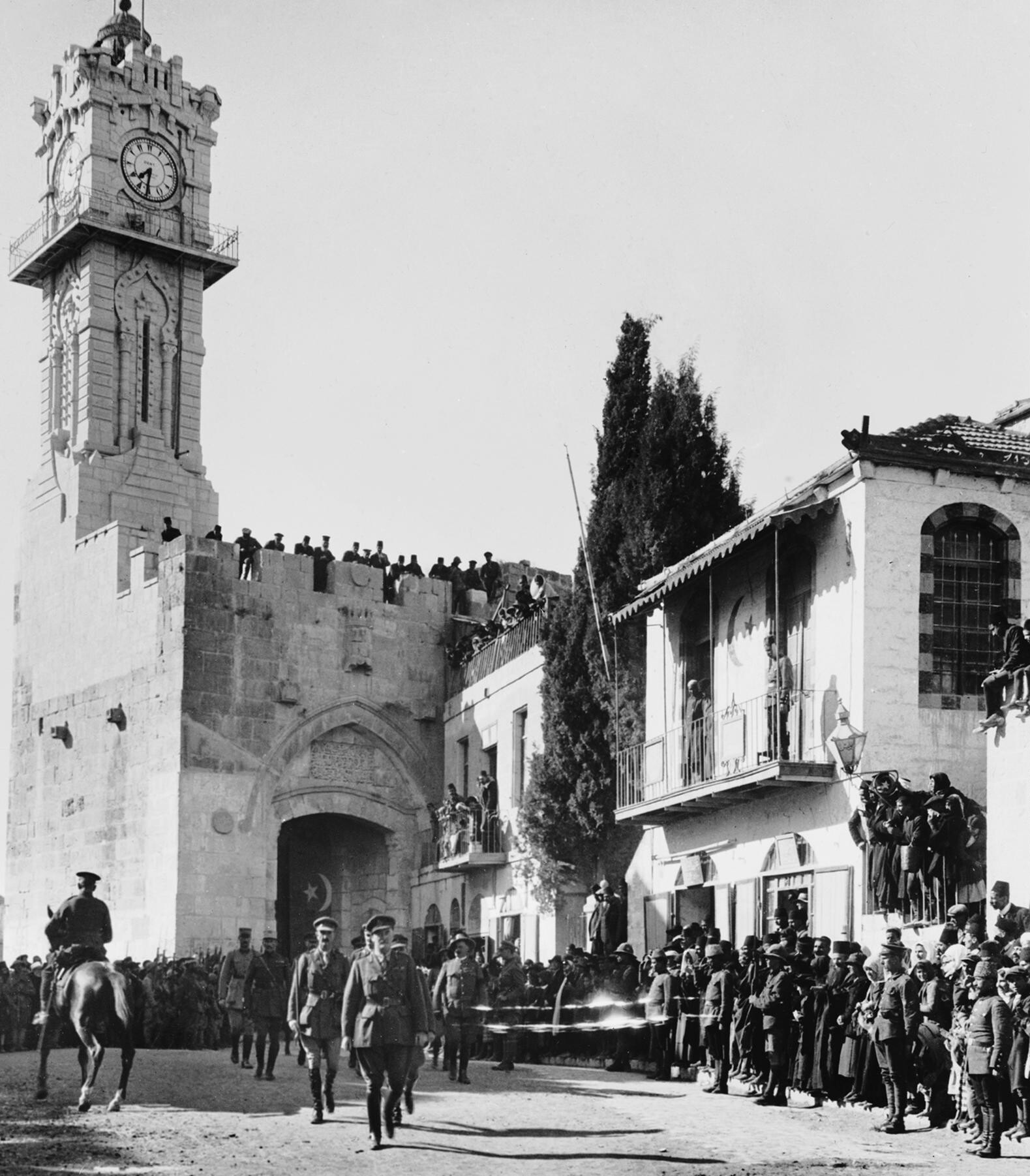
Армия Алленби вступает в Иерусалим. 1917 г.

Египетская экспедиционная армия (англ. Egyptian Expeditionary Force, EEF) — экспедиционная армия была сформирована в марте 1916 года для управления оккупационными британскими войсками в Египте во время Первой мировой войны.

## История
Армией первоначально командовал лейтенант-генерал Арчибальд Мюррей, затем генерал Эдмунд Алленби. Египетская экспедиционная армия состояла из британских XX и XXI корпусов, под командованием лейтенант-генералов Филиппа Четвуда и Эдуарда Бальфина соответственно.
Также в Египетскую экспедиционную армию входили Пустынный конный корпус и четыре кавалерийских дивизиона под командованием австралийского генерал-лейтенанта Генри Джорджа Чаувела. При армии имелась авиация в виде палестинской бригады Королевского летного корпуса.
Египетская экспедиционная армия вначале состояла в основном из британских и египетских отрядов, но большая их часть была переброшена на Западный фронт в начале 1918 г., чтобы остановить германское весеннее наступление. Взамен были присланы войска из Индии, Австралии и Новой Зеландии, которые и стали составлять большинство в армии. Было опасение, что индусы-мусульмане будут дезертировать и перебегать к туркам (которые объявили джихад союзникам ещё в начале войны), но эти страхи не оправдались. Индусы храбро сражались, участвуя в первых рядах во всех сражениях в регионе. В армии также имелся небольшой отряд французов и итальянцев. Силы арабских повстанцев под командованием принца Фейсала также были неофициально включены в состав армии во время её похода на Дамаск.
Первоначально армия занималась оккупацией Египта, затем начала вторжение в Палестину. Два неудачных сражения под Газой привели к отставке Мюррея и назначению Алленби, который взял Беэр-Шеву и Газу, вступил в Иерусалим 11 декабря 1917 года, а в 1918 году провел удачную кампанию, разбив турок в битве при Мегиддо, заняв Дамаск, Бейрут и Алеппо. Успехи экспедиционного корпуса заставили Турцию выйти из войны и привели к тому, что Палестина перешла под британский мандат.